# Friggitello
Il peperoncino friggitello è una cultivar dolce e non piccante del Capsicum annuum.

## Il nome
Conosciuti nel mondo con il nome italiano "friggitelli", il loro nome campano "friarelli", che non va confuso con quello dei broccoli friarielli, indica sia la cultivar di peperoncino che il piatto tradizionale campano.   Sono altresì chiamati "peperoncini del fiume" o "peperoncini del ciummo" nel dialetto campano.
Sono diffusi anche in altre zone e regioni dell'Italia centrale e meridionale come peperoncini di Toscana e peperoncini dolci verdi. Ne esiste una varietà greca più dolce conosciuta come Golden Greek o peperoncino Gold.

## Descrizione

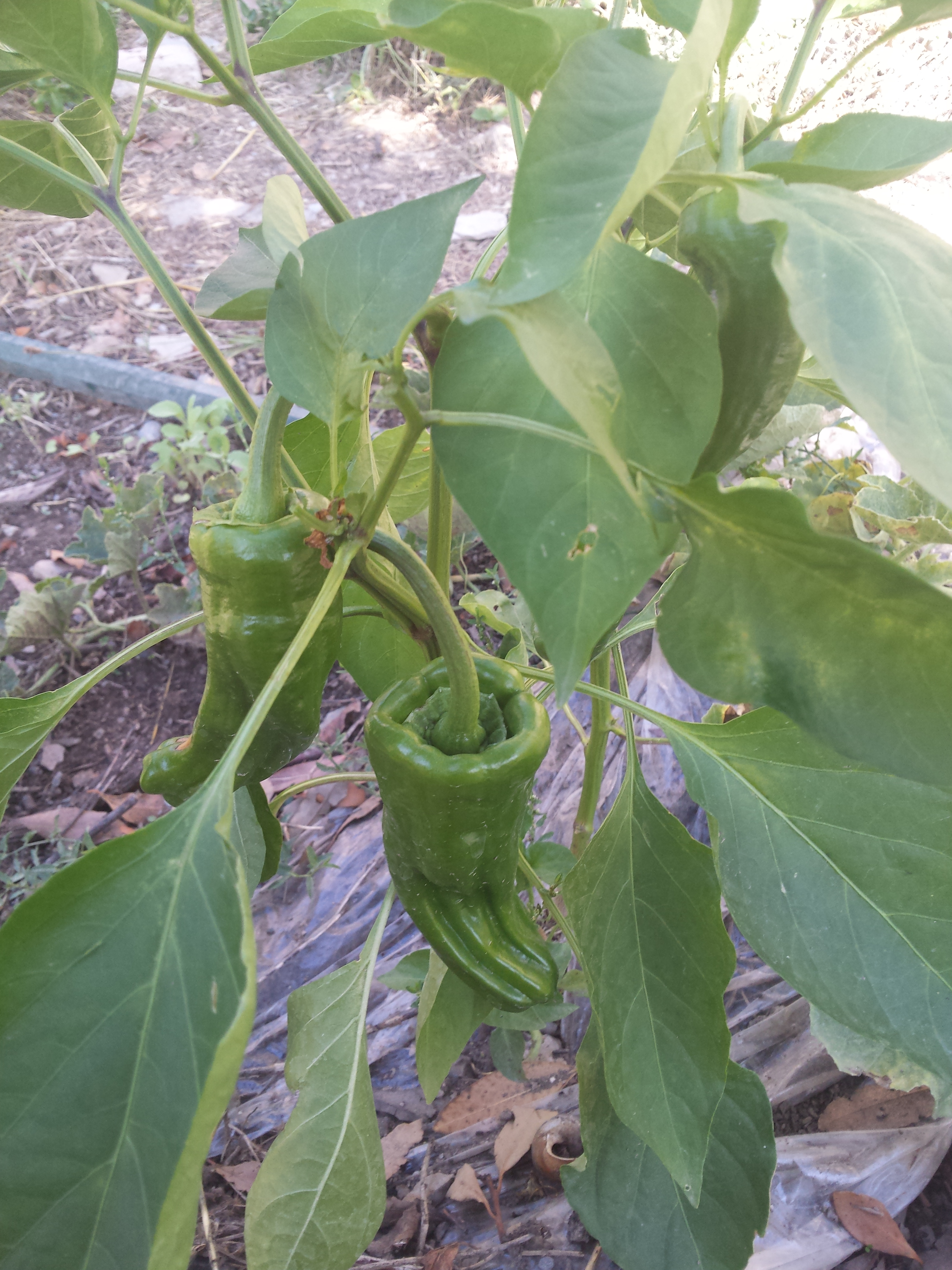
Friggitelli coltivati in Spagna

Questo tipo di peperoncino ha la forma allungata e una dimensione media tra un normale peperoncino e un peperone dolce. La buccia increspata, sugosa e croccante di colore verde pallido rilascia un gusto pieno di peperone non piccante. I suoi valori di piccantezza nella scala di Scoville variano tra 0 e 500 SHU.

## Coltivazione
I semi vanno piantati in ambiente protetto verso primavera, richiedono diverso tempo per germinare e quando escono le piantine hanno bisogno di luce, calore e un fertilizzante liquido di media potenza. Si può lasciarle all'esterno quando la temperatura è superiore ai 10 gradi per 7-10 giorni e quindi trapiantarle dopo 5-7 settimane dalla semina 2-3 cm più profonde di quanto lo erano in fase di germinazione. Vanno piantate a una distanza di circa 45 cm dalla piantina vicina e hanno bisogno di essere pienamente esposte al sole. Il terreno dev'essere mediamente ricco, ben drenato e va usato poco fertilizzante; un terreno troppo ricco produce più foglie e meno peperoncini. La pianta produce molti peperoncini e ha quindi bisogno di paletti di rinforzo per evitare che si fletta eccessivamente. I peperoncini vanno raccolti quando sono lunghi tra i 5 e gli 8 cm, senza aspettare che cambino colore. Tra la semina e il raccolto passano 70-80 giorni.

## Utilizzo in cucina

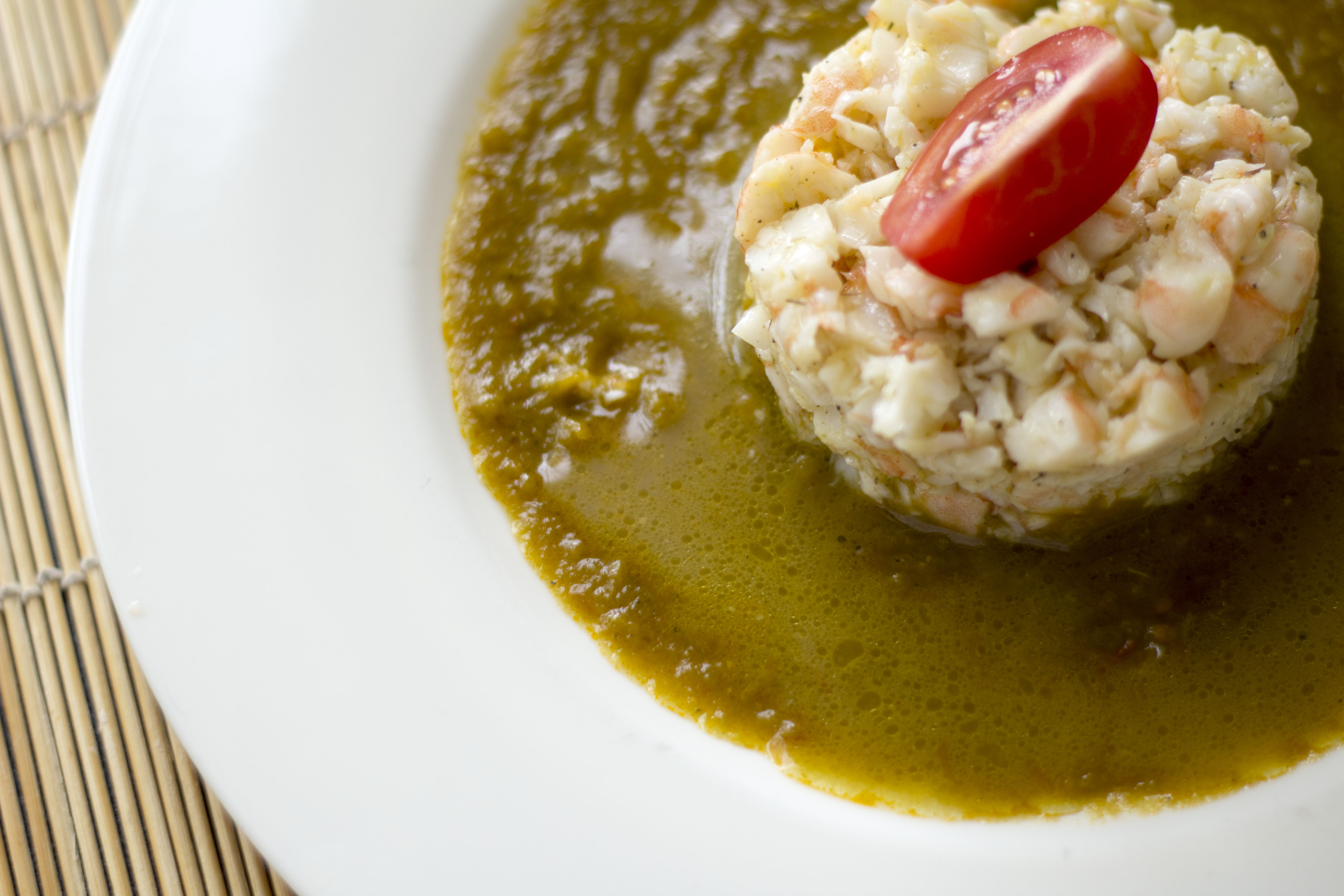
Gamberetti in salsa di friggitelli

Possono essere cucinati sauté, ripieni, in una composta di frutta, consumati con frutta fresca, in insalata o come farcitura nei panini. Vengono anche consumati crudi, sottaceto o come ingrediente principale nel sugo per condire la pastasciutta. Si cucinano interi o tagliati e privati dei semi. Nella cucina dell'Italia meridionale vengono spesso fritti con aglio e si ultima la cottura aggiungendo dell'acqua.

### Friarelli campani
In Campania i peperoncini friggitelli sono chiamati puparuoli friarelli e vengono fritti in olio d'oliva, senza alcuna impanatura, immergendoli interi e ben asciutti nell'olio di frittura caldo, lasciando intatto un abbozzo del picciolo che rimane utile al momento del consumo.
Si servono nel piatto, ancora caldi, spruzzati di sale, sia come verdura a sé stante sia come contorno di altri piatti. Si consumano senza bisogno di posate, mordendoli per intero afferrandoli per il residuo moncone di picciolo. Ai peperoni possono accompagnarsi patate tenere, tagliate grosse e fritte nello stesso olio di frittura.